# ذفرة بوجيرية
ذفرة بوجيرية (الاسم العلمي:Cleome bojeri) هي نوع من النباتات تتبع جنس الذفرة من الفصيلة الذفرية.